# ابن العمراني
هو محمد بن علي بن محمد بن علي بن أحمد العمراني، مؤرخ وفقيه حنبلي، عاش في القرن السادس الهجري، وتوفي سنة 580هـ.
له كتاب الإنباء في تاريخ الخلفاء، ذكر فيه أخبار الدولة العباسية إلى خلافة المستنجد بالله.